# Березецький Склозавод (село)
Березицький Склозавод (рос. Березичский Стеклозавод) — село в Козельському районі Калузької області Російської Федерації.
Населення становить 1546 осіб. Входить до складу муніципального утворення Село Березицький склозавод.

## Історія
Від 2004 року входить до складу муніципального утворення Село Березицький склозавод.

## Населення
| 2002 | 2010  |
| ---- | ----- |
| 1846 | ↘1546 |